# Мегантереон
Мегантереон (Megantereon) виглядав як великий сучасний ягуар, але дещо важчий. У нього були міцні передні кінцівки з нижньою половиною цих передніх кінцівок розміром з левові. Він мав великі м’язи шиї, розроблені для надання потужного укусу. Подовжені верхні ікла були захищені фланцями на нижній щелепі. Реконструкція Маурісіо Антона у фільмі "Великі коти та їхні скам'янілі родичі" зображає повний екземпляр, знайдений у Сенезе, Франція Найбільші екземпляри, вага тіла яких оцінюється в 90–150 кілограмів (в середньому 120 кілограмів), відомі з Індії. Середні за розмірами види Мегантереон відомі з інших частин Євразії та пліоцену Північної Америки. Найменші види з Африки та нижнього плейстоцену Європи, за оцінками, становлять лише 60–70 кілограмів. Однак ці оцінки були отримані на основі порівнянь зубів. Молодші оцінки, які базуються на посткраніальному скелеті, призводять до ваги тіла близько 100 кілограмів для менших зразків. Погоджуючись із цим, новітні джерела оцінили вагу Мегантереону із нижнього європейського плейстоцену в 100–160 кілограмів.